# 江並直美
江並 直美（えなみ なおみ、男性、1956年 - 没年不明）は、グラフィックデザイナー、電子出版物プロデューサーである。大阪府出身。
マッキントッシュとの出会いから、DTP、そしてマルチメディアへの関心を持ち始め、マルチメディアによる表現のコンテンツ化を推進、博覧会展示映像などの映像監督や、CD-ROMタイトルのプロデュースを手掛けた。

## 経歴
1981年にプロペラ・アート・ワークス社を設立、雑誌『Number』等でアートディレクターとして活動。
1992年、「ジェノバ船と海の博覧会 日本館」でマルチメディアグランプリ展示映像部門・最優秀賞を受賞、同年、デジタル作品専門ギャラリー「DIGITALOGUE」を開設する。1993年、デジタローグ社を設立し、五味彬のCD-ROM写真集『YELLOWS』を出版、大ヒットを記録する。1994年からフロッピーに入れた作品を展示やり取りするためのマーケット型展覧会「フロッケ」をデジタローグギャラリーで開催した。デジタローグからは他に、荒木経惟、日比野克彦、タナカノリユキらの作品や、『ジャングルパーク』（1996年）などのCD-ROM作品をリリースした。
1998年、「京の庭」で第78回「ニューヨークADC賞」New Media部門で「銀賞」を受賞する。またMILIA賞'98マルチメディア国際審査員を務めた。2000年、『マンダラ・コスモロジー』でAMD Award「Best Visual Designer賞」、第80回「ニューヨークADC賞」Merit賞、Multimedia Grand Prix2000「教育・教養賞」を受賞した。
2002年にAMD Award「功労賞」を受賞。2005年よりAMD Awardに「江並直美賞」という新人賞が創設された。

## 受賞
- 1992年、「ジェノバ海と船の博覧会 日本館」で、マルチメディアグランプリの展示映像部門最優秀賞を受賞[3]。
- 1998年、「京の庭」で第78回「ニューヨークADC賞」New Media部門で「銀賞」を受賞[1]。
- 2000年、『マンダラ・コスモロジー』で、AMD Award「Best Visual Designer賞」、第80回「ニューヨークADC賞」Merit賞、Multimedia Grand Prix2000「教育・教養賞」を受賞。
- 2002年、AMD Award「功労賞」を受賞。
- 2012年、CD-ROMを中心とするマルチメディア表現を国内で開拓したことを評価され、平成24年度第16回文化庁メディア芸術祭において功労賞を授与された[1]。

## 著書
- 『Out of design』 江並直美編・著、美術出版社、1998年10月、ISBN 4568502039